# Praecereus
Praecereus — род суккулентных растений семейства Кактусовые (Cactaceae), произрастающий на территории Южной Америки. На 2023 год включает два вида.

## Название
Родовое латинское (научное) название Praecereus происходит от лат. prae — «до» или «перед» и названия рода Cereus — Цереус (от лат. cereus — «восковой» или «восковая свеча»).

## Распространение
Природный ареал — Южная Америка. 
Произрастает в тени тропических сухих лесов, в серраду (густых тропических саваннах), около деревьев и кустарников, а также на скалах и суглинистых почвах. Встречается на склонах в пределах до 2000 метров над уровнем моря.

## Таксономия
Praecereus Buxb., первое упоминание в Beitr. Biol. Pflanzen 44: 273 (1968).

### Синонимы
Гетеротипные (основанные на разных номенклатурных типах):
- Monvillea Britton & Rose (1920)
- × Prillea M.H.J.van der Meer (2019)

### Виды
Подтвержденные виды (2) по данным сайта Plants of the World Online на 2023 год:
| Название                                                  | Изображение | Описание | Природный ареал                                                                             | Подвиды |
| --------------------------------------------------------- | ----------- | --- | ------------------------------------------------------------------------------------------- | --- |
| Praecereus euchlorus (F.A.C.Weber ex K.Schum.) N.P.Taylor |             | Кустарниковый, маловетвистый кактус, который образует заросли или карабкается благодаря своим тонким стеблям. Сначала они слабо прямостоячие, а затем изогнутые или лежачие и имеют ребристую текстуру. Стебли тонкие и имеют диаметр от 4 до 8 см, зеленого цвета. Количество ребер может варьироваться от 4 до 11 (иногда до 14). Ареолы расположены примерно в 2 см друг от друга и имеют белый цвет. Колючки слабые, беловатые и игольчатые. Центральные колючки достигают длины до 3-4 см, а радиальные — до 10 мм. Для обеспечения перекрестного оплодотворения этот кактус производит мужские и женские цветки в разное время, так как является гермафродитным организмом. Цветки ночные, имеют воронковидную форму. Они могут быть белыми или зеленовато-белыми и достигать длины до 8 см. Плоды продолговатые и мясистые, окрашены в красный цвет. Во время созревания они расщепляются с одной стороны, обнажая белую мякоть, околоцветник или стойкий столбик остается на плоде. Семена имеют черный цвет и слегка косое обратнояйцевидное очертание. | Аргентина, Боливия, Бразилия, Колумбия, Эквадор, Парагвай, Перу, Тринидад-Тобаго, Венесуэла | - Praecereus euchlorus subsp. amazonicus (K.Schum.) N.P.Taylor - Praecereus euchlorus subsp. diffusus (Britton & Rose) N.P.Taylor - Praecereus euchlorus subsp. euchlorus - Praecereus euchlorus subsp. jaenensis (Rauh & Backeb.) Ostolaza - Praecereus euchlorus subsp. smithianus (Britton & Rose) N.P.Taylor |
| Praecereus saxicola (Morong) N.P.Taylor                   |             | Сильно разветвленный кустарник, образующий заросли, которые простираются по земле. Стебли быстро растут и могут достигать высоты более 2 м с диаметром от 1,5 до 3 м. Они имеют тонкие короткие колючки. Стебли цилиндрические, гибкие и имеют ребристую структуру. Окраска стеблей может варьироваться от бледно- до темно-зеленого или сине-зеленого. Количество ребер обычно составляет от 6 до 9. Расстояние между ареолами составляет от 5 до 15 мм. У растения имеются центральные колючки длиной от 1,5 до 2 см, которые могут быть темно-коричневыми или черными. Радиальных колючек в количестве 6-9. Они могут быть белого или желтовато-коричневого цвета с черными кончиками и имеют длину от 2 до 10 мм. Цветки белые воронковидные, обоеполые, актиноморфные и ночные. Они имеют зеленовато-белую окраску, длиной до 10-13 см и шириной 6-10 см. Внешние доли околоцветника могут быть розоватыми или зеленоватыми, а внутренние — белыми и острыми. Околоплодники маленькие с голыми чешуйками в пазухах. Длина их трубки составляет 5-6 см. Плоды имеют шаровидную или эллипсовидную форму и размеры около 5-7 см в ширину и 4-5 см в диаметре. Они мясистые, красные, часто бороздчатые, почти голые или с редкими чешуйками. Околоцветник остается стойким даже после увядания. Семена черные и имеют косо-обратнояйцевидную форму. | Аргентина, Боливия, Бразилия, Парагвай                                                      | |

## Охранный статус
Оба вида находятся в списке с наименьшим уровнем опасности (LC).